# Cerithiopsis annae
Cerithiopsis annae là một loài ốc biển rất nhỏ, là động vật thân mềm chân bụng sống ở biển trong họ Cerithiopsidae. Loài này được Cecalupo and Buzzurro mô tả vào năm 2005.